# Power Metal (musikalbum)
Power Metal är ett album av det amerikanska groove metal-bandet Pantera, utgivet 1988.
Det är sista albumet för Pantera som osignerat band. Skivan markerade en vändning i stil, från glamrock till groove metal, mycket till stor del på grund av de influenser bandet fått från Metallica och Slayer som båda slagit igenom stort i tiden kring Power Metal. På skivan har bandet även en ny sångare, Phil Anselmo, som ersatt Terry Glaze som fick gå i samband med omvärderingar av musikstil inom bandet.

## Låtlista
Samtliga låtar skrivna av Pantera, om annat inte anges.
1. "Rock the World" - 3:34
2. "Power Metal" - 3:53
3. "We'll Meet Again" - 3:54
4. "Over and Out" - 5:06
5. "Proud to Be Loud" (Marc Ferrari) - 4:02
6. "Down Below" (Dimebag Darrell/Terry Glaze/Vinnie Paul/Rex Brown) - 2:49
7. "Death Trap" - 4:07
8. "Hard Ride" - 4:16
9. "Burnnn!" - 3:35
10. "P.S.T. 88" (Dimebag Darrell/Vinnie Paul/Rex Brown) - 2:51

## Medverkande
- Phil Anselmo - sång
- Rex Brown - bas
- Dimebag Darrell - gitarr, sång
- Vinnie Paul - trummor